# Kwame Bonsu
Kwame Bonsu, född 25 september 1994, är en ghanansk fotbollsspelare som spelar för Asante Kotoko. Han har tidigare spelat för bland annat Gefle IF i Allsvenskan.

## Klubbkarriär
Bonsus moderklubb är Heart of Lions. Sommaren 2013 gick han till division 2-klubben FC Rosengård. Han spelade åtta ligamatcher samt gjorde två mål för Rosengård. Båda målen gjordes den 7 september 2013 i en 2–1-vinst över Hässleholms IF. I november 2013 skrev han på ett tvåårskontrakt med Mjällby AIF.
I juli 2015 skrev han på ett 2,5-årskontrakt med Gefle IF efter att hans låneperiod hos Mjällby gått ut. I juni 2017 dömdes Kwame till två års fängelse och utvisning för misshandel och våldtäkt. I och med domen lämnade också Kwame Gefle IF. I juli 2018 släpptes han ur fängelset.
I oktober 2018 skrev Bonsu på ett treårskontrakt med Asante Kotoko.

## Landslagskarriär
Den 26 mars 2019 debuterade Bonsu för Ghanas landslag i en 3–1-vinst över Mauretanien, där han blev inbytt i den 66:e minuten mot Alfred Duncan.